# Străbunii Avalonului
Străbunii Avalonului (2004) (titlu original Ancestors of Avalon) este un roman de fantezie istorică scris de Diana L. Paxson și bazat pe o idee a scriitoarei Marion Zimmer Bradley.
Cartea reprezintă unul dintre cele 7 preludii ale popularului roman fantasy scris de Bradley, Negurile. Personajele cărții au apărut anterior în cele două romane ale lui Bradley care formează volumul The Fall of Atlantis: Web of Light și Web of Darkness. Străbunii Avalonului reprezintă veriga lipsă în presupusa legătură dintre mitica Atlantidă și seria Avalon.

## Compunerea romanului
Diana L. Paxson i-a propus lui Marion Zimmer Bradley să scrie împreună o poveste despre călătoria în Britania a celor doi copii născuți la sfârșitul volumului The Fall of Atlantis. Ideea a fost prezentată editorului în același timp cu cea pentru Preoteasa din Avalon, iar acesta a optat pentru cea din urmă. Decesul ulterior al lui Bradley a făcut imposibilă finalizarea celuilalt proiect.
Totuși, Paxson a continuat de una singură și, deoarece cunoștea bine istoria veche a Britaniei, dar nu știa mare lucru despre Atlantida, a apelat la fiul lui Marion, David Bradley, care o ajutase pe mama sa în anii '80 la revizuirea manuscriselor originale care au format The Fall of Atlantis.

## Intriga
În anul 2.500 î.e.n., Tiriki - preoteasă a Luminii și a Zeiție-pământului Ni-Terat - și soțul ei, Micail - principe al statului atlant Atharrath - încearcă să scape cu viață din cataclismul care distruge Atlantida. Ei sunt nevoiți să se îmbarce pe două vase diferite, cu care pleacă spre Insulele Tin (Britania). Pe coasta britanică, cei doi ajung să acosteze la mare distanță unul de celălalt, fiecare fiind convins că celălalt a pierit în timpul traversării.
Tiriki și atlanții care o însoțeau se stabilesc în ținuturile mlăștinoase din jurul Muntelui Sfânt, cel care avea să fie numit, peste secole, insula Avalon. Preoteasa își dă seama că, pe aceste meleaguri, cultul Zeiței Mamă este mult mai puternic decât în Atlantida. Trăind în mijlocul indigenilor, ea și însoțitorii ei pun bazele unei noi religii, care îmbină cunoștințele atlante cu Credința Veche a poporului britanic.
Micail și vărul său, Tjalan - principe al statului atlant Alkonath - încearcă să revitalizeze gloria pierdută a Atlantidei în locul în care s-au stabilit. Ei construiesc un cerc gigantic de pietre - care va fi cunoscut ulterior ca Stonehenge - a cărui putere incomensurabilă vor să o folosească pentru a supune poporul britanic.
În timp, cele două tabere află una de existența celeilalte, dar întâlnirea celor doi soți nu mai este un prilej de bucurie, deoarece direcțiile diferite în care au pornit pe noul teritoriu nu poate duce decât la conflict. Tjalan folosește forțele telurice adunate la Stonehenge, dar planul său este contracarat de susținătoarele lui Tiriki. Micail revine alături de soția sa și, împreună, pun bazele tradiției care va fi transmisă posterității.

## Lista personajelor
- Ardral (nume de templu Ardravanant - Cunoscător al Strălucirii) - Inițiat originar din Atalan, al Șaptelea Veghetor Învestit în Templul Luminii din Ahtarrath, veghetor asupra bibliotecii
- Chedan Arados - fiul lui Naduil, originar din Alkonath, acolit pe Pământul Străvechi înainte de năruirea acestuia, fost Veghetor Învestit, acum mag
- Damisa - cea mai vârstnică dintre acolite, verișoara prințului Tjalan, logidită cu Kalhan, originară din Alkonath
- Elara (nume de templu Larrnebiru) - a doua acolită în ordinea descrescătoare a vârstei și inițiată în cultul zeiței Caratra, originară din Ahtarrath, logodită cu Lanath
- Micail - principe al Atharrathului, Primul Veghetor Învestit din Templul Luminii
- Tiriki (nume de templu Eilantha) - Veghetoare din Templul Luminii, soția lui Micail, originară din Ahtarrath, va deveni Morgan a Avalonului
- Tjalan - principe al Alkonathului, conducătorul coloniei Belsairath, vărul lui Micail

## Opinii critice
New England Science Fiction Association este de părere că Străbunii Avalonului reprezintă "o lectură interesantă și plăcută", considerând incitant "firul narativ care o urmărește pe Tiriki". De asemenea, apreciază atenția acordată detaliilor legate de astronomie, deoarece în vremea miticei Atlantida "nu numai numele constelațiilor ar fi fost altele, ci însuși cerul ar fi arătat diferit, deoarece stelele nu s-ar fi aflat în aceleași zone ale cerului ca acum. Acest aspect ar fi fost important pentru astrologie și navigație, care sunt esențiale în această carte".
La rândul său, Publisher's Weekly comentează: "Cu un stil elegant, Paxson surprinde venerația, tragedia și misterul Britaniei vechi și al Atlantidei înconjurată-de-neguri, în timp ce prezintă cititorului suferințele și tulburările prin care trec oamenii reali în lupta pentru propria supraviețuire, pentru un viitor și pentru păstrarea integrității trecutului".